# 勃朗峰
勃朗峰（法語：Mont Blanc，意為「白色山峰」），是阿爾卑斯山的最高峰，位於法國的上薩瓦省和義大利的瓦萊達奧斯塔大區的交界處。勃朗峰是西歐與歐盟境內的最高峰，海拔為4,808.73公尺。勃朗峰於1786年8月8日首次被人類登頂。勃朗峰有時也被稱為「白色少女」或「白色山峰」。
勃朗峰附近最有名的兩個城鎮是義大利瓦萊達奧斯塔大區的库马约尔與法國罗讷-阿尔卑斯大區上薩瓦省的霞慕尼（Chamonix），這裡也是第一屆冬季奧運會的舉辦地區。遊客可以搭乘纜車上山，路線會經過庫爾馬耶烏爾與霞慕尼。
白山隧道於1957年開始建造，於1965年完成，連接著法國的霞慕尼及義大利的库马约尔，全長11.6公里，是穿越阿爾卑斯山主要的交通路線。
勃朗峰的登山活動、遠足、滑雪和單板滑雪都相當盛行。

## 歷史
雅克·巴爾瑪和米歇爾-加百利·帕卡德於1786年8月8日首次成功登上勃朗峰。這次攀登由瑞士博物學家奥拉斯-贝内迪克特·德索叙尔所發起，他為了研究高山植物，出重金懸賞登頂阿爾卑斯山脈最高峰勃朗峰或提供攀登路線的人，這也標誌著現代登山運動的開始。
每年白朗峰都會出現許多罹難者，在週末（通常是在八月份）時期，當地救援任務平均出動12次。目前設置課程教導登山者高海拔登山的必備知識、指引（或至少是資深登山家）與適當的設備。這是長期的課程，包括教授登山者登山路線和土石流的危險。此外，至少有一個晚上讓登山者避難所過夜，讓受訓人員可以逐漸適應白朗峰的高度，雖然有時會甚至可能導致受訓人員罹患高山症，甚至死亡。

## 高度

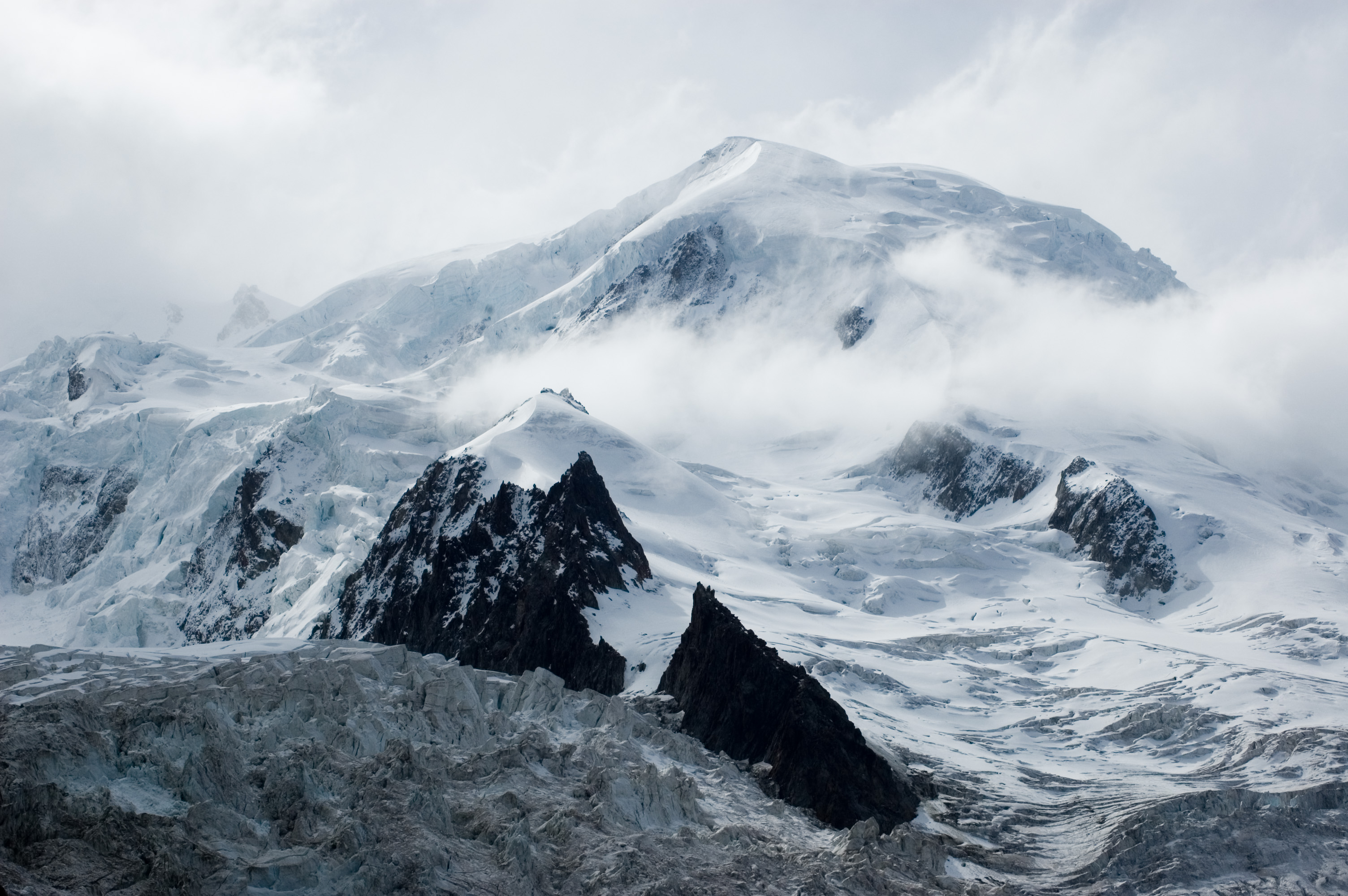
从冰河口看勃朗峰

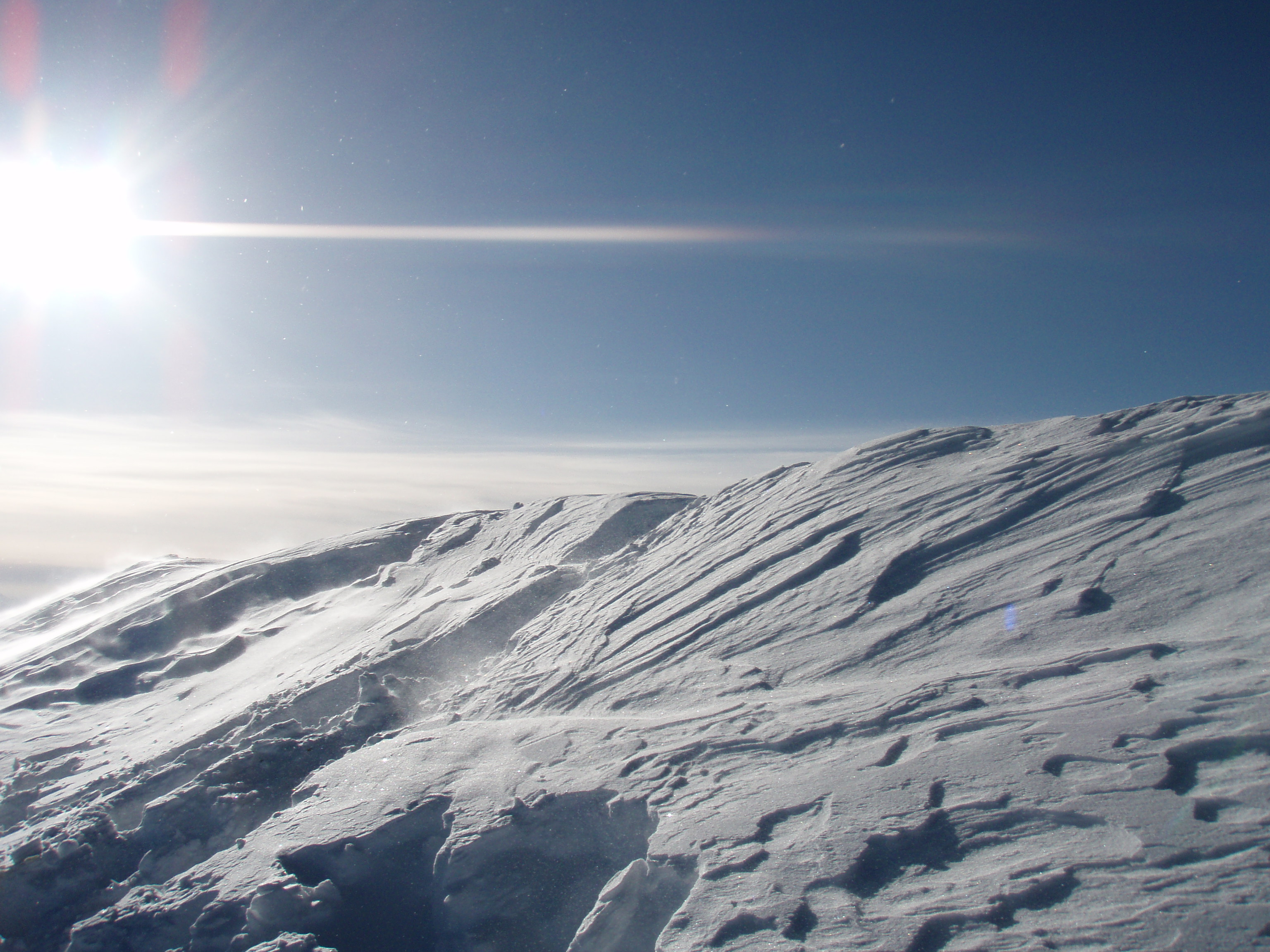
白朗峰

白朗峰的峰頂永遠覆蓋著厚實的冰雪，厚度並不一致，所以無法確定白朗峰的海拔。但是科學家已經進行過精確的測量。長久以來，官方的海拔高度是4,807公尺（15,771英尺）。然後在2002年，法國國家地理學院和測量專家依靠GPS技術的幫助，測量出白朗峰的高度是4,810.45公尺（15,782.2英尺）。
經過2003年歐洲熱浪侵襲後，一個科學家團隊於6日和9月7日重新測量勃朗峰的高度。該小組指出勃朗峰的海拔是4,808.45公尺（15,775.9英尺），与2002年測量的峰顶水平距离有75厘米（30英寸）。
在這些測量結果發表後，科學家已經針對超過500點進行過測量，並評估氣候變化的影響。從此之後，勃朗峰的海拔每兩年就進行一次測量。
熱浪已造成山峰高度產生這種波動是有爭議的，因為熱浪不知道對於超過4,000公尺（13,000英尺）的冰川是否會有顯著的影響。山峰高度和位置可能會被冰川的力量所移動。在這種海拔，溫度上升幅度很少超過於0°C（32°F）。在2003年夏季，溫度上升到2°C（36° F），甚至達到3°C（37°F），但這不會融化冰層，冰層會一直保持在-15°C（5°F）。
科學家在2005年再次測量白朗峰的高度，結論於2005年12月16日公佈。科學家發現白朗峰的高度為4,808.75公尺（15,776.9英尺），与上次測量的峰顶水平距离有30厘米（12英寸）。山峰實際的岩石面高度被認為是在4,792公尺（15,722英尺），岩石面山顶与被冰覆蓋的冰雪面山頂水平距离有40公尺（130英尺）。

## 事件與意外
印度航空曾經在勃朗峰發生兩次空難，分別為1950年（印度航空245號班機空難）和1966年（印度航空101號班機空難）。兩架飛機均於即將抵達日內瓦國際機場，飛行員下降時發生空難，死亡人數分別為48人和117人。
2007年6月8日，丹麥藝術家马尔科·埃瓦里斯蒂（Marco Evaristti）使用紅布覆蓋山頂，並持著一根長20英尺（6.1米）的杆子，旗子上面寫著「粉紅國度」。他於6月6日被逮捕和拘留。他聲稱目的是要提高社會大眾對於環境惡化的注意。
2007年9月13日，一組20人的團體設立了一個熱水池。
2008年8月24日，勃朗峰發生大規模雪崩，至少造成8人受傷，8人失蹤。
2009年5月29日，奧運滑雪金牌得主卡里娜·吕比（Karine Ruby）和一位同伴遇難，她和她的小組部分成員跌入冰隙當中。她在都靈奧運之後退休，並接受訓練，成為登山領隊。

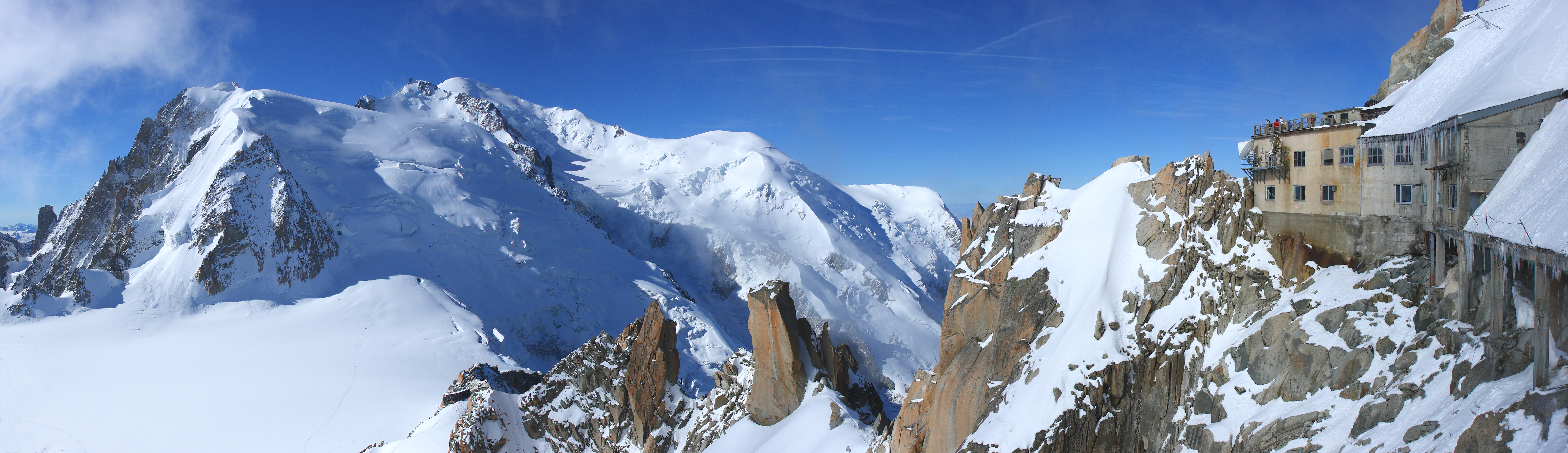
白朗峰

2024年6月27日，台灣知名登山家張元植在白朗峰群山地帶的山峰「南針峰」北壁時，意外墜落身亡，享年36歲。

## 參看
- 阿爾卑斯山
- 阿爾卑斯山脈山峰列表
- 勃朗峰隧道
- 蒙布朗（以該山命名的法式甜點）
- 萬寶龍（以該山命名的精品品牌）